# Гевенел
Гевенел (рум. Găvănel) — село у повіті Прахова в Румунії. Входить до складу комуни Думбревешть.
Село розташоване на відстані 71 км на північ від Бухареста, 15 км на північ від Плоєшті, 70 км на південний схід від Брашова.

## Населення
За даними перепису населення 2002 року у селі проживали 185 осіб, усі — румуни. Усі жителі села рідною мовою назвали румунську.